# 서엘
서엘(SEO EL 본명: 서동우, 1980년 12월 9일 ~ )은 대한민국의 가수 겸 작곡가이자 음악가이자 싱어송라이터이다.
- 국적 : 대한민국
- 생일 : 1980.12.9
- 소속 : NCP (프로듀서)
- 학력 : 영국 허트포드셔 대학교 (University of Hertfordshire) Music Technology
- 데뷔 : 2003년 1집 [2yrs For The New Day]

## 활동
- 2003.03 - 영화 '쇼쇼쇼' 메인 테마곡 'Love Affair' 발표
- 2003.04 - 영국 KACC 주최 The London Korean Festival 2003 "Straight From The Seoul" 공연
- 2003.12 - 서엘 (Seo El) 1집 ‘2yrs For The New Day’ 발표
- 2004.02 - KBS 드라마 진주 목걸이 OST 참여
- 2004.05 - MBC 논스톱 4 OST (프로듀서 윤종신) 참여
- 2005.07 - KBS 드라마 어여쁜 당신 OST 참여
- 2005.10 - 제이하트(J`Heart) 1집 ‘Second, but like a First’ 참여 '
- 2006.04 - 고니야 1집 ‘G1-GONIYA’ 참여
- 2006.12 - 컴필레이션 앨범 '마인드브릿지 (Mind Bridge)' 총 프로듀서 / 편곡 (김연우, 유리상자, 박기영, 한경일, 리아, 김우주, 손호영, 길건, VOS, 이정봉, 배슬기 노래)
- 2006.12 - 배슬기 싱글 ‘Happy Christmas’ 작곡 및 프로듀서
- 2007.02 - 캣츠 (Cat`s) 1집 ‘Cats’ 작곡 및 공동 프로듀서
- 2008.10 - 서엘 EP 앨범 ‘New Day’ 발표 (작곡가 겸 프로듀서 포스티노 참여)
- 2008.11 - KBS 예능 ‘꼬꼬관광 싱글싱글’ OST 참여
- 2008.12 - 서엘 싱글 ‘아버님께’, ‘딱’ 발표
- 2009.01 - 서엘 싱글 ‘멍텅구리’ 발표
- 2010.02 - 빅마마 싱글 하루만 참여
- 2010.03 - 빅마마 5집 참여
- 2011.08 - 이나일 1집 ‘Musica De Nile’ 참여
- 2012.10 - 서엘 EP 앨범 ‘라뷰’ 발표
- 2013.01 - 이정봉 ‘러브샤랄랄라’, ‘사랑아 Good Bye’ 참여
- 2013.04 - 이정봉 ‘벚꽃길 그 사람’ 참여
- 2013.05 - 서엘 프로젝트팀 브라잇데이즈 싱글 ‘그 사람을 만나요’ 발표
- 2013.06 - 서엘 프로젝트팀 브라잇데이즈 싱글 ‘결혼가’ 발표
- 2013.07 - 서엘 프로젝트팀 브라잇데이즈 싱글 ‘LAVU’ 발표
- 2014.04 - 서엘 싱글 ‘미세먼지’ 발표
- 2014.05 - 서엘 싱글 ‘불러봐도’ 발표
- 2014.09 - 서엘 싱글 ‘새벽’ 발표
- 2014.12 - 박해진 주연 영화 ‘설해’ OST 참여
- 2014.12 - 서엘 2집 ‘설해 TRIBUTE, 서엘 REMASTERED’ 발표
- 2015.01 - 플라이투더스카이 브라이언 싱글 '굿바이 그대’ (영화 설해 OST) 작곡 및 프로듀서
- 2015.03 - 서엘 싱글 ‘그 겨울, 뒤돌아봐’ 발표
- 2015.03 - 영화 ‘세계일주’ OST 참여
- 2015.04 - 서엘 싱글 ‘애통’ 발표
- 2016.01 - 서엘 싱글 ‘겨울이 오면’ 발표
- 2016.04 - 서엘 싱글 ‘벚꽃 눈물’ 발표
- 2017.09 - 서엘 싱글 ‘한마디’ 발표
- 2018.12 - 서엘 싱글 'Fly' 발표

## 개요
서엘 (Seo El)은 데뷔전부터 2003년 4월에 영국 런던에서 열린 KACC 주최 [The London Korean Festival 2003 "Straight From The Seoul"] 공연을 시작으로 데뷔 앨범 전 수록곡을 직접 작사 작곡하였다.
2003년 말 작곡가 겸 프로듀서 강화성의 편곡과 프로듀싱을 거쳐 정규 1집 [2yrs For The New Day]를 발표 한 후 논스톱4 ost, 빅마마, 브라이언 등과 작업하며 작사 작곡가로서도 꾸준한 행보를 이어왔다.
또한 컴필레이션 앨범 [마인드브릿지 (Mind Bridge)] 의 편곡과 총괄 프로듀서를 맡아 김연우, 유리상자, 박기영, 한경일, 리아, 김우주, 손호영, 길건, VOS, 이정봉, 배슬기의 작업을 진행했다.
2008년부터 서엘이 직접 설립한 레이블 [NCP]를 통해 최남진 엔지니어와 음원 제작을 해오고 있다. 첫 제작 앨범인 [New Day]는 '윤종신 - 좋니'의 작곡가 겸 프로듀서 포스티노가 함께 하여 완성도를 더했다.
2009년 군 입대 직전 발표한 싱글 '딱'이 발매 당시 주요 포털 사이트 검색어 1위에 오르는 등 장안에 화제를 낳기도 했다.
이와 더불어 영화 '동감', '바보' 등을 연출한 김정권 감독의 신작 '설해' (박해진, 이영아 주연)의 메인 주제곡 '굿바이 그대'와 삽입곡 '꼭꼭'을 작사, 작곡, 편곡 함과 동시에 가수로서도 참여하였다.